# 庫皮諾
庫皮諾（俄语：Купино）是俄羅斯新西伯利亞州的一座城市，位於州的西南部。2002年人口16,500人。
1886年開埠，1944年建市。
54°22′N 77°18′E / 54.367°N 77.300°E